# Sympherobius intervenalis
Sympherobius intervenalis är en insektsart som beskrevs av Banks 1915. Sympherobius intervenalis ingår i släktet Sympherobius och familjen florsländor. Inga underarter finns listade i Catalogue of Life.